# Phan Diễn
Phan Diễn (sinh ngày 11 tháng 10 năm 1937) là một chính trị gia người Việt Nam. Ông từng đảm nhiệm chức vụ Ủy viên Bộ Chính trị khóa VIII và IX, Thường trực Ban Bí thư khóa IX. Hiện nay ông là Chủ tịch Quỹ hỗ trợ Phòng tránh Thiên tai miền Trung.

## Thân thế
Phan Diễn sinh ngày 11 tháng 10 năm 1937, quê quán tại thị xã Điện Bàn, tỉnh Quảng Nam. Cha ông là nhà báo Phan Thanh, dân biểu của Viện Dân biểu Trung Kỳ, thành viên Đại Hội đồng Kinh tế Tài chính Đông Dương và thành viên của Hội đồng thành phố Hà Nội trước năm 1945. Mẹ của ông là bà Lê Thị Xuyến, Chủ tịch đầu tiên của Hội Liên hiệp Phụ nữ Việt Nam, Đại biểu Quốc hội các khoá I, II, III, IV, V. Cha dượng của ông là ông Lê Văn Hiến, Bộ trưởng đầu tiên của Bộ Lao động và Bộ trưởng thứ hai của Bộ Tài chính trong Chính phủ Việt Nam Dân chủ Cộng hòa, Đại biểu Quốc hội các khóa I, II, III.

## Sự nghiệp
Cha mất sớm khi ông mới 2 tuổi, ông chịu ảnh hưởng từ hoạt động của người mẹ trong Hội Truyền bá Quốc ngữ tại Huế. Ngôi nhà số 165A, phố Henri D’Orleans, Huế, nơi cư trú của gia đình ông, cũng là nơi liên lạc của các cán bộ Cộng sản hoạt động trong phong trào dân chủ Liên bang Đông Dương. Tháng 5 năm 1945, ông theo mẹ về Quảng Nam và bắt đầu hoạt động trong Đội Nhi đồng Cứu quốc, một tổ chức thiếu niên trong Mặt trận Việt Minh. Trưởng thành dần trong hoạt động thanh thiếu niên, ông được kết nạp vào Đảng Lao động Việt Nam năm 1962, chính thức vào năm 1963 và trở thành một cán bộ hành chính trong bộ máy chính quyền Việt Nam Dân chủ Cộng hòa, làm trợ lý cho Chủ tịch Quốc hội Trường Chinh.
Năm 1988, ông được bổ nhiệm làm Phó Chủ nhiệm Văn phòng Hội đồng Bộ trưởng. Năm 1991, ông đắc cử Ủy viên Ban Chấp hành Trung ương Đảng Cộng sản Việt Nam khóa VII. Năm 1996, ông tái đắc cử Ủy viên Trung ương khóa VIII, được phân công làm Chánh Văn phòng Trung ương Đảng. Tháng 12 năm 1997, ông được bầu bổ sung vào Bộ Chính trị, được phân công làm Trưởng ban Kinh tế trung ương. Năm 2000, ông được chỉ định làm Bí thư Thành ủy Đà Nẵng. Năm 2001, ông tái đắc cử Ủy viên Ban Chấp hành Trung ương Đảng Cộng sản Việt Nam khóa IX, được bầu vào Bộ Chính trị. Tháng 1 năm 2002, ông được bổ sung vào Ban Bí thư, được phân công làm Thường trực Ban Bí thư. Năm 2006, ông rời xa chính trường và nghỉ hưu trí theo chế độ. Năm 2007, ông được nhà nước Việt Nam tặng thưởng Huân chương Hồ Chí Minh. Năm 2008, ông tham gia sáng lập và được bầu làm làm Chủ tịch Quỹ Hỗ trợ thiên tai miền Trung, một tổ chức phi chính phủ, có nhiệm vụ vận động tài trợ cho các dự án phòng tránh thiên tai ở 14 tỉnh ven biển miền Trung từ Thanh Hóa đến Bình Thuận.